# DBU Pokalen 2019-20
DBU Pokalen 2019-20 (også kendt som Sydbank Pokalen 2019-20 af sponsormæssige årsager) var den 66. udgave af DBU Pokalen. Finalen blev spillet i Blue Water Arena i Esbjerg den 1. juli 2020, hvor SønderjyskE vandt 2-0 over AaB. Anders K. Jacobsen scorede begge mål for vinderne. Finalen blev afbrudt i 13 minutter, da en gruppe AaB-fans overtrådte myndighedernes corona-retningslinjer.
Efter reglerne træder vinderen ind i Europa League, 3. kvalifikationsrunde.

## Struktur
I 1. runde var der 88 hold. 52 kom fra kvalifikationskampene blandt serieholdene i sæsonen 2018-19 hos DBU Bornholm (1 hold), DBU Fyn (8 hold), DBU Jylland (19 hold) DBU København (8 hold), DBU Lolland-Falster (3 hold) og DBU Sjælland (13 hold). 24 hold kom fra 2. division 2018-19. 9 hold kom fra 1. division 2018-19. De sidste 3 hold var nedrykkerne fra Superligaen 2018-19.
I 2. runde var der 52 hold. 44 af dem var vinderne fra 1. runde. 5 hold fra Superligaen 2018-19. De sidste 3 hold var oprykkerne fra 1. division 2018-19.
I 3. runde var der 32 hold. 26 af dem var vinderne fra 2. runde. De sidste 6 hold var nr. 1-6 fra Superligaen 2018-19.
Herefter trådte ingen nye hold ind.

## Deltagere
102 hold var med i DBU Pokalen. Alle divisionshold fra sæsonen 2017-18 var automatisk med i pokalturneringen, mens tilmeldte seriehold spillede kvalifikationskampe for at komme med. I 1. runde af hovedturneringen meldte Lystrup IF oprindeligt fra til kampen mod Skive IK, da de ikke kunne stille hold på blandt andet på grund af Smukfest. På grund af den store medietumult dette medførte endte klubben med at samle spillere fra sit oldboys-hold, sådan at der blev spillet en kamp alligevel.

## Kvartfinaler
| 3. marts 2020 Kvartfinaler | Esbjerg fB (1)        | 1–4         | AGF (1)                                   | Blue Water Arena, Esbjerg                              |
| 18:30                      | Erceg 32' · Kauko 58' | AGF Rapport | Bundu 11' 28' · Blume 63' 87' · Amini 72' | Tilskuere: 3.134 Dommer: Mads-Kristoffer Kristoffersen |

| 4. marts 2020 Kvartfinaler | AaB (1)                                                                                      | 2–0            | F.C. København (1)      | Nordjyske Arena, Aalborg           |
| 18:30                      | Thelander 15' · Olsen 23' · Ross 43' (Olsen) · Klitten 49' (Kusk) · Fossum 71' · Ahlmann 78' | FCK Highlights | Santos 18' Bartolec 75' | Tilskuere: 7.739 Dommer: Jens Maae |

| 5. marts 2020 Kvartfinaler | Randers FC (1)                         | 1–2                | SønderjyskE (1)                                               | Cepheus Park Randers, Randers                      |
| 17:45                      | Greve 5' · Lauenborg 40' · Kehinde 70' | Horsens Highlights | Bah 44' · Jacobsen 67' · Ólafsson 82' · Frederiksen 89' 90+5' | Tilskuere: 1.919 Dommer: Peter Kjærsgaard-Andersen |

| 5. marts 2020 Kvartfinaler                                                     | AC Horsens (1)                                                      | 1–1 (e.f.s.) (8–7 s)                                                   | Silkeborg IF (1)                                                         | CASA Arena Horsens, Horsens             |
| 20:00                                                                          | Frantsen 22' (Hanson) · Okosun 88' · Thorsen 90+2' · Andreasen 103' |                                                                        | Ibsen 65' · Madsen 71' (Crone) · Lesniak 73' · Brumado 85' · Vallys 120' | Tilskuere: Horsens Dommer: Jakob Kehlet |
|                                                                                |                                                                     | Straffespark                                                           |                                                                          |                                         |
| Andreasean Okosun Jeppe Kjær Drost Mašović Jacobsen Thorsen Ludwig Therkildsen |                                                                     | Holten Lind Gertsen Hagelskjær Madsen Carstensen Vallys Møller Lesniak |                                                                          |                                         |

## Semifinaler
| 10. juni 2020 Semifinaler | SønderjyskE (1)                                            | 2–1               | AC Horsens (1)    | Sydbank Park, Haderslev           |
| 18:00                     | Ekani 51' · Eskesen 63' (Bah) · Jónsson 81' · Jacobsen 89' | AC Horsens Report | Okosun 53' (Prip) | Tilskuere: 0 Dommer: Jakob Kehlet |

| 10. juni 2020 Semifinaler | AaB (1)                                                                         | 3–2         | AGF (1)                                                                              | Aalborg Portland Park               |
| 20:45                     | Fossum 35' (van Weert) 54' · Andersen 50' (Pallesen) · Ross 90+3' · Olsen 90+6' | AaB Rapport | Blume 77' (Hvidt) · Helenius 90' (Þorsteinsson) · Backman 90+3' · Þorsteinsson 90+3' | Tilskuere: 280 Dommer: Sandi Putros |

## Finale
| 1. juli 2020 Finale | SønderjyskE (1)                                                                              | 2–0 | AaB (1)                            | Blue Water Arena, Esbjerg                           |
| 20:00               | Eskesen 23', 65' · Jónsson 32' · Jacobsen 45+5' 56' · Bah 46' · Jakobsen 49' · Banggaard 75' |     | Okore 13' Christensen 21' Ross 71' | Tilskuere: 1.750 Dommer: Jørgen Daugbjerg Burchardt |